# PowerBook Duo 2300c
A Macintosh PowerBook Duo 2300c/100 hordozható számítógépet az Apple fejlesztette, gyártotta és forgalmazta 1995. augusztus 28. és 1997. február 10. között 18 hónapon keresztül. A Macintosh PowerBook Duo 2300c/100 a PowerBook számítógép-családba tartozott. A számítógépet szokás PBDuo2300/2300c vagy Duo2300/2300c-ként említeni szóban és írásban is – mivel nem volt 'c' jelzés nélküli gép, így a 'c' elhagyása sem okozott félreértést. A névben szám után álló 'c' a színes kijelző jele. A 100-as jelzés a processzor órajele, általában nem volt használatos.

## Története
A PowerBook Duo 2300c a Duo520c/540c-t váltotta. Ez volt az utolsó Duo és az egyetlen, amelyet PowerPC 603 processzorral szereltek. A PowerPC korszak beköszöntekor több PowerBookhoz is kínáltak PowerPC-s upgrade-t, de a 2300c volt az első PowerPC-vel kibocsátott hordozható Apple számítógép. A gép ára 3700 dollár volt. A 2300c-vel egyszerre mutatták be a szintén PowerPC-s PowerBook 500 with PowerPC-t és a PowerPC-s PowerBook 5300-as gépeket.
A PowerBook Duo subnotebook volt az Apple kínálatában. A subnotebook (ultra könnyű laptop) a laptop méretnél kisebb, könnyebb hordozható gép, a redukált méretek miatt kevesebb tudással. Az Apple a sub méretből adódó tudásbeli hiányt dokkoló rendszerrel pótolta. Egyes dokkoló rendszerekbe a PBDuo becsúsztatható volt, más dokkoló rendszerek a gép hátlapjához csatlakoztak.

## Technikai leírás
A gép súlya 2,16 kg, magassága 3,81 cm, szélessége 27,69 cm és mélysége 21,59 cm volt. A gépet System 7.5.2 operációs rendszerrel szállította az Apple, a ROM mérete 4MB volt. A kijelző 9.5" thin-film transistor (TFT) (Active Matrix) LCD volt 640 x 480 (8 bites szín) vagy 640 x 400 (16 bites szín) képpont felbontással. A Macintosh PowerBook Duo 2300c/100 számítógépet 100 MHz-es Motorola 603e processzor vezérelte (L1 cache: 32K, L2 cache: nem volt). A PMMU feladatát a processzor látta el. Az FPU-t is a processzor végezte. A gép bemutatásakor az alaplapon 8 MB (70ns) memóriát tartalmazott, maximálisan 56 MB kezelésére volt képes a gyári specifikáció szerint. A bővítéshez az egyetlen helybe (slot) 4-48 MB-os modulok egyikét lehetett betenni. Az adatokat a 750MB-1.1GB SCSI & IDE–buszos belső merevlemezre lehetett elmenteni. A számítógépnek egy nyomtató portja volt.

### Technikai adatok táblázatban
A táblázat nem tartalmazza az összes műszaki paramétert. Az egyes modelleknél a bemutatáskor érvényes adatokat soroljuk fel, a későbbi frissítéseket nem. Az adatok az Apple adatlapjáról származnak, a hiányzó adatok – egyes gépeknél a kivezetés időpontja, az összes kijelző adat, üzemóra adat... – a Mactracker alkalmazásból valók.

| Gép nevebemutatva kivezetve                          | Méretmagasság szélesség mélység súly | Processzorprocesszor órajel, mag L1 és L2 cache PMMU FPU      | Háttértármerevlemezkülső adathordozó | Eredeti operációs rendszer | Memóriaalap max. @sebességhely                                    | Kijelzőfizikai méret, legjobb felbontás                                                                                        | Tápmax. teljesítmény, akkumulátoros üzemidő (becslés) | Csatlakozók   |
| ---------------------------------------------------- | ------------------------------------ | ------------------------------------------------------------- | ------------------------------------ | -------------------------- | ----------------------------------------------------------------- | --- | ----------------------------------------------------- | ------------- |
| PowerBook Duo 2300c/1001995 aug. 28. 1997. febr. 10. | 3,81 mm 27,69 mm 21,59 mm 2,16 kg    | PowerPC 603e @100 MHz L1:32K PMMU: integrálva FPU: integrálva | HD: 750MB-1.1GB (SCSI & IDE)         | System 7.5.2 ROM: 4MB      | Alaplapon: 8 MB @70ns max: 8 MB – 56 MBegy hely: 4-48 MB-os modul | Alaplapon: 9.5" thin-film transistor (TFT) (Active Matrix) LCD 640 x 480 (8 bites szín) vagy 640 x 400 (16 bites szín) képpont | Max: 36W, 1,5A 65,25 Wh, 2-4 óra                      | * nyomtató: 1 |

## PowerBook számítógépek az időben
| PowerBook és iBook számítógépek idővonalon |
| --- |
| A grafikon adatai utoljára 2023. december 19-én frissültek. A szín sötétebb változata az egymást követő gépek megkülönböztetését szolgálja. A színek kezdete a bemutató időpontja, a forgalmazás több esetben is hónapokkal később kezdődött. Megeshet, hogy egy csík végét kitakarja egy másik csík eleje. Előfordul, hogy a gyártás befejezését követően még egy ideig forgalomban marad a Mac adott verziója. Az adatok forrása a Jegyzetekben található. |